# Borja Sainz
Borja Sainz Eguskiza (Lejona, 1 de febrero de 2001) es un futbolista español que juega como delantero en el F. C. Porto de la Primeira Liga.

## Trayectoria
Borja se inició en la A. D. Lagun Artea de Lejona a los cuatro años, club perteneciente a la S. D. Leioa. En 2012 se incorporó a la cantera del Athletic Club, donde permaneció cinco temporadas. En agosto de 2017, antes de comenzar su etapa como juvenil, decidió firmar por el Deportivo Alavés tras rechazar la oferta de renovación del club bilbaíno.
En septiembre de 2018 dio el salto al Deportivo Alavés "B", con el que logró el ascenso a Segunda División B al término de la campaña. El 25 de agosto de 2019 debutó en Primera División ante el R. C. D. Espanyol (0-0), en Mendizorroza, al sustituir a Luis Rioja en el minuto 67. Así, se convirtió en el primer futbolista en edad juvenil y en el primer nacido en el siglo XXI en debutar en Liga con el club babazorro. El 6 de noviembre renovó su contrato hasta julio de 2023.
El 5 de agosto de 2021 fue cedido al Real Zaragoza, en Segunda División, durante una temporada. En el club maño jugó treinta y cinco partidos, dieciocho de ellos saliendo desde el banquillo, en los que anotó tres goles. A mediados de 2022 rescindió su último año de contrato con el Alavés y se marchó a Turquía para competir en la Superliga con el Giresunspor.
El 30 de junio de 2023 se hizo oficial su fichaje por el Norwich City, después de haber conseguido diez goles en su paso por el fútbol turco. En su primera campaña en Inglaterra, disputó más de cuarenta partidos en los que anotó ocho goles. El 26 de noviembre de 2024, tras un triplete ante el Plymouth Argyle, se situó con catorce goles en Championship siendo máximo goleador destacado. Finalmente consiguió dieciocho y se quedó a uno de conseguir la bota de oro de la competición.
El 13 de julio de 2025 se anunció su incorporación al F. C. Porto hasta 2030.

## Selección nacional
Fue internacional sub-19 con la selección española, con la que anotó tres goles.

## Clubes
| Club                   | País       | Año       |
| ---------------------- | ---------- | --------- |
| Deportivo Alavés "B"   | España     | 2018-2019 |
| Deportivo Alavés       | España     | 2019-2022 |
| Real Zaragoza (cedido) | España     | 2021-2022 |
| Giresunspor            | Turquía    | 2022-2023 |
| Norwich City F. C.     | Inglaterra | 2023-2025 |
| F. C. Porto            | Portugal   | 2025-act. |

## Vida personal
Es hijo del exfutbolista de la S. D. Eibar Iñaki Sainz, más conocido como "Navarro", y sobrino de Carlos García reconocido exfutbolista del Athletic Club.